# 謝師彥
謝師彥（1549年—1571年），字叔美，號湘浦，湖廣武昌府蒲圻縣人，民籍，明朝政治人物。

## 生平
隆庆元年（1567年）丁卯科湖廣鄉試第三十七名舉人。隆慶五年（1571年）中式辛未科會試第一百名，三甲第六十九名進士。吏部觀政，未授官，卒于京师。

## 家族
曾祖謝允勝，封禮部郎中；祖父謝存儒，兵部右侍郎；父謝三訓，監生。母鄭氏。重庆下。兄谢师启（同科进士）。弟师严、师勉、师作、师范。妻金氏，蒲圻人，夫卒于京，氏年二十，子士成才数月，苦志数十年，足不逾阃。